# Atletica leggera ai Giochi della I Olimpiade - Getto del peso
La gara di getto del peso dei giochi della I Olimpiade si tenne il 7 aprile 1896 ad Atene, nello Stadio Panathinaiko, in occasione dei primi Giochi olimpici dell'era moderna. Vi parteciparono sette atleti provenienti da quattro nazioni.

## La gara
I migliori atleti al mondo lanciano oltre 13,50 metri. Guardano tutti dall'alto il canadese George Gray e l'irlandese Denis Horgan, che superano i 14 metri. La miglior prestazione del 1895 appartiene a Horgan con 14,580 metri. Nessuno dei due è in gara ad Atene.
Durante la gara, lo statunitense Bob Garrett, che è in testa fin dal primo tiro, si avvicina al suo avversario, il greco Miltiadīs Gouskos, e gli spiega la sua tecnica. Gouskos, appreso il nuovo modo di lancio, ne effettua uno talmente buono da rischiare di togliere il primo posto allo statunitense, che vince con un distacco di 19 cm.

## Risultati
| Pos.    | Nazione     | Atleta                  | Età | Misura  |
| ------- | ----------- | ----------------------- | --- | ------- |
| Oro     | Stati Uniti | Bob Garrett             | 21  | 11,22 m |
| Argento | Grecia      | Miltiadīs Gouskos       | 19  | 11,03 m |
| Bronzo  | Grecia      | Georgios Papasideris    | 21  | 10,36 m |
| 4       | Danimarca   | Viggo Jensen            | 22  | n/d     |
| 5       | Regno Unito | George Stuart Robertson | 24  | 9,95 m  |
| 6-8     | Germania    | Carl Schuhmann          | 27  | n/d     |
| 6-8     | Stati Uniti | Ellery Clark            | 22  | n/d     |
| 6-8     | Germania    | Fritz Hofmann           | 25  | n/d     |

Secondo le statistiche pubblicate dalla FIDAL, invece, i partecipanti dopo il 3º classificato furono:
- 4º George Stuart Robertson (Regno Unito),
- 5º A. Adler (Francia),
- 6º Sotirios Versis (Grecia),
- 7º Carl Winckler.

Meritano un cenno le motivazioni che hanno portato il quinto classificato a partecipare alle gare di Atene. Il britannico George Stuart Robertson, studente all'Università di Oxford, aveva letto l'annuncio di un'agenzia turistica per una gita ad Atene con visita alle gare olimpiche. Entusiasta della possibilità di rivivere i fasti dell'antica Olimpia, si era iscritto alle gare del peso e del disco (dove arrivò quarto). Concluse i Giochi leggendo un'ode a re Giorgio I di Grecia composta in greco antico su metro pindarico.